# Son of Rambow - Il figlio di Rambo
Son of Rambow - Il figlio di Rambo (Son of Rambow) è un film del 2007 diretto da Garth Jennings.

## Trama
1982. Cresciuto in mezzo a una rigida comunità religiosa, il piccolo Will non ha il diritto di guardare la TV o di andare al cinema. La sua vita quotidiana viene sconvolta il giorno in cui il suo amico Lee Carter gli fa vedere una copia pirata di Rambo. Lasciando libero corso alla loro immaginazione, Will e Lee decidono di realizzare un film ispirato alle avventure del celebre personaggio interpretato da Sylvester Stallone. Il "remake" fa furore tra i compagni dei due ragazzini, ma l'arrivo di Didier Revol, corrispondente francese, creerà non pochi problemi in classe.